# Маоате, Терепаи
Сэр Терепаи Туамуре Маоате (англ. Sir Terepai Tuamure Maoate; 1 сентября 1934, Раротонга, Острова Кука, Британские Западно-Тихоокеанские Территории — 9 июля 2012) — премьер-министр Островов Кука (1999—2002).

## Биография
Получил медицинское образование в Школе медицины Фиджи и Университете Окленда. Работал врачом, в 1976 г. назначен директором департамента клинического услуг министерства здравоохранения.
- 1983 г. — избран в парламент Островов Кука,
- 1983-1989 гг. — министр здравоохранения и сельского хозяйства,
- 1985—1989 гг. — заместитель премьер-министра,
- 1998 г. — избран лидером Демократической партии Островов Кука,
- 1999—2002 гг. — премьер-министр Островов Кука. Потерял этот пост в результате острой внутрипартийной борьбы,
- 2005—2009 гг. — заместитель премьер министра,
- 2009 г. (одновременно) — министр иностранных дел Островов Кука.

В 2007 г. был возведён в рыцарское достоинство.